# Ernst Hardt
Friedrich Wilhelm Ernst Hardt, właściwie Ernst Stöckhardt (ur. 9 maja 1876 w Grudziądzu, zmarł 3 stycznia 1947 roku w Ichenhausen) – niemiecki pisarz, tłumacz i inspicjent.
Urodził się w Grudziądzu jako syn kapitana Ernsta Hardta (1845-1883) i jego żony Anny Lucie z domu Zaettré (1847-1912). Zgodnie z życzeniem ojca odebrał wykształcenie wojskowe w Poczdamie i Berlinie. W wieku 17 lat rozpoczął czteroletnią podróż do Hiszpanii, Portugalii, Grecji, Maroka i Włoch. Od 1907 w Weimarze.
Jest autorem takich dzieł jak Priester des Todes (1898), Bunt ist das Leben (1902), An den Toren des Lebens (1904), sztuk teatralnych Der Kampf ums Rosenrote (1903), Ninon von Lenclos (1905), Tantris der Narr (1907), Gudrun (1911), and Konig Salomo (1915). Był dyrektorem National Theater w Weimarze (1919–1924), StateTheater w Kolonii (1925) i West German Broadcasting Co. (1926–1933).